# Asún
Asún es una localidad española actualmente deshabitada perteneciente al municipio de Sabiñánigo, en la provincia de Huesca. Pertenece a la comarca del Alto Gállego, en la comunidad autónoma de Aragón.

## Demografía
A continuación se recogen lo datos demográficos de Asún desde el censo de 1842. Entre el censo de 1842 y 1857 su municipio se extingue y el territorio de éste se adhiere al de Acumuer.
| 43                    | - | - | - | 52 | 57 | 52 | 48 | 34 | 31 | 21 | - | - | - | - | - |
| (Fuente: INE e IAEST) |   |   |   |    |    |    |    |    |    |    |   |   |   |   |   |